# Wiesel
O Wiesel é um veículo de combate de infantaria aerotransportável, desenvolvido pela empresa Rheinmetall para o Exército da Alemanha. Atualmente é produzido em duas variantes, Wiesel 1 e Wiesel 2. Pesa aproximadamente 2,75 toneladas e pode atingir até 70 km/h.

## Operadores
- Alemanha - Exército da Alemanha
- Estados Unidos - Exército dos Estados Unidos